# 霍斯山脉
霍斯山脉（马来语：Banjaran Hose）位于马来西亚婆罗洲砂拉越中部。霍斯山脉具大量原始热带雨林，存在着丰富的动植物，其中包括许多特有种。该山脉至少存在着8种猪笼草。
霍斯山脉得名于英国殖民地官员及动物学家查尔斯·霍斯。